# Palazzo Savelli (Albano)
Palazzo Savelli è uno storico palazzo del centro di Albano Laziale, in provincia di Roma, nell'area dei Castelli Romani. Attualmente, ospita la residenza municipale del Comune di Albano Laziale.

## Storia

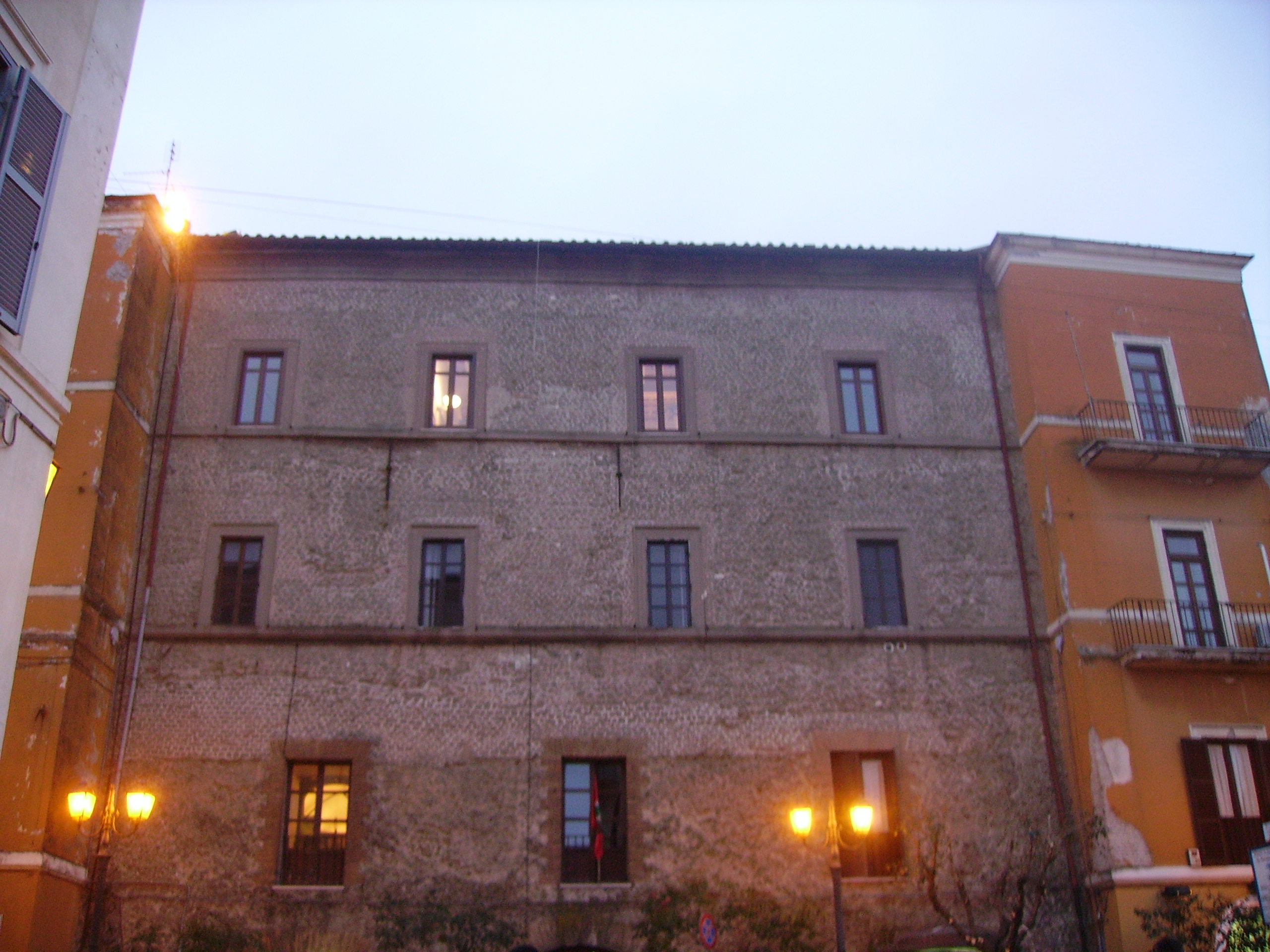
La facciata del palazzo verso corso Giacomo Matteotti.

Costruito nel Medioevo come fortezza lungo la via Appia, nel corso dei secoli si espanse occupando una vastissima superficie, inglobando i ruderi della Porta Pretoria e anche la chiesa di San Pietro Apostolo, dietro alla quale era annessa la cappella di iuspatronatus della famiglia Savelli.
Dopo l'acquisizione di Albano da parte della Camera Apostolica (1699) il palazzo divenne in parte sede del Governatorato e in parte residenza nobiliare concessa come residenza per la famiglia Stuart. Parte del palazzo venne abbattuta in seguito ai lavori di ampliamento della via Appia eseguiti tra il 1789 ed il 1791 ed il 1854.
Nel 1870, dopo l'annessione del Lazio al Regno d'Italia, divenne sede del comune di Albano, e fino a qualche anno fa anche della Pretura di Albano (che dagli anni trenta accorpa anche quella di Marino).

## Descrizione
All'interno, sono da notare la grande scalinata che porta al piano nobile e la Sala Nobile, usata come aula consiliare.